# Zuiddiepje
Het Zuiddiepje is een nevenvaarwater van de Nieuwe Maas in de Nederlandse plaats Rotterdam. Het loopt aan de zuidzijde van de Slijkplaat, later genoemd het Eiland Van Brienenoord. 

Diepte NAP: −3,50/ 3,80 m.
 
Hoog water NAP +1,20 m, laag water NAP −0,45 m.

Aan het Zuiddiepje ligt de Kreeksehaven, die in gebruik is als jachthaven voor WSW De Kreek.
Over het water ligt een ophaalbrug, Brug Zuiddiepje, doorvaarthoogte in gesloten stand NAP +4,50 m, wijdte 10 m, tussen het remmingwerk 9,20m.
 
De brug is per marifoon aan te roepen op VHF-kanaal 20.

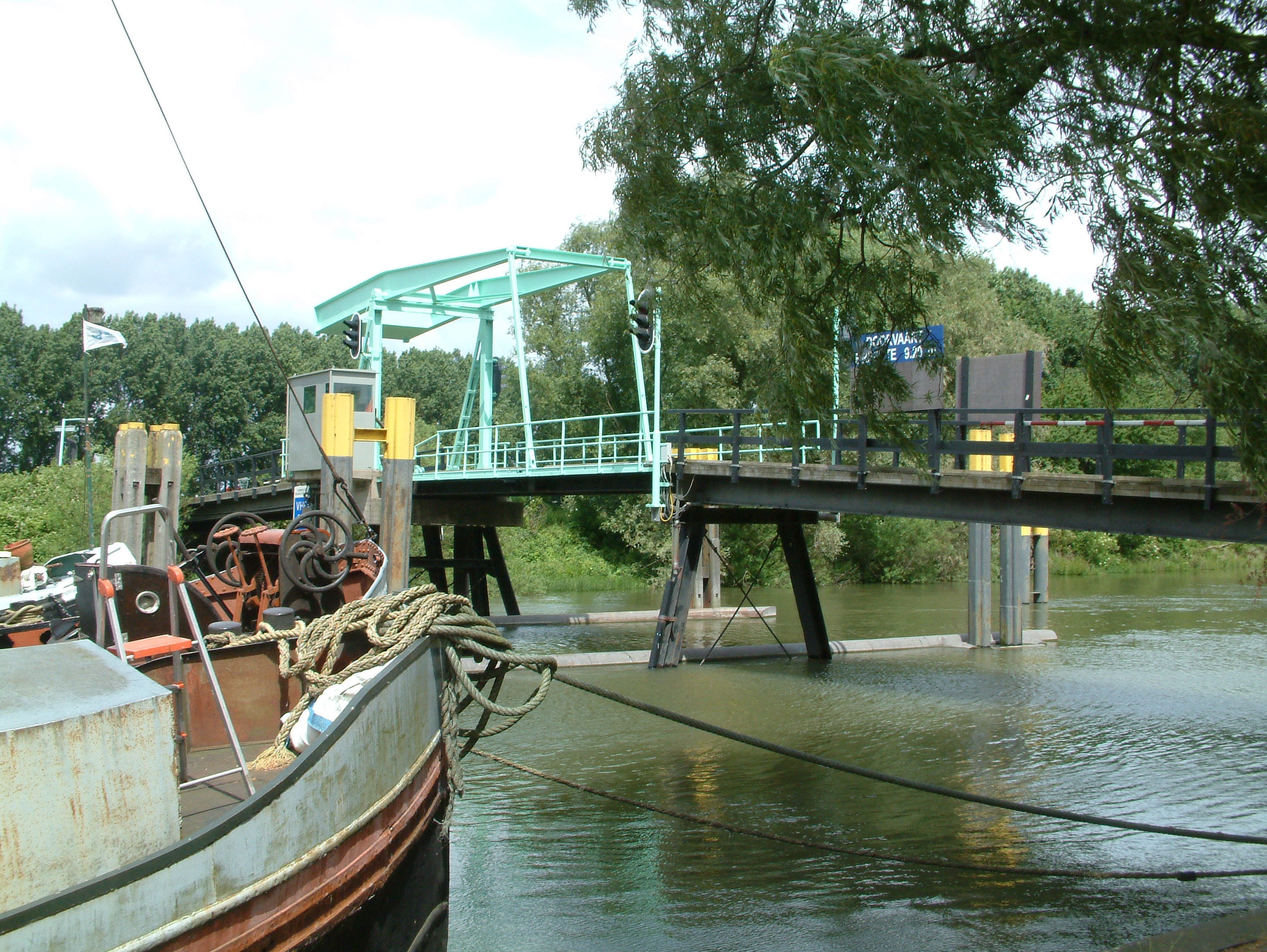
Brug Zuiddiepje